# Jean-Pierre Ferland
Jean-Pierre Ferland (Montreal, 24 de junho de 1934 – 27 de abril de 2024) foi um cantor e compositor canadense.
Morreu em 27 de abril de 2024, aos 89 anos.

## Discografia
- Jean-Pierre – 1959[3]
- Rendez-vous à La Coda – 1961[3]
- J'aime, j'estime, j'amoure – 1962[4][5]
- Jean-Pierre Ferland à Bobino – 1963[3]
- M'aimeras-tu, m'aimeras-tu pas – 1964[6]
- Jean-Pierre Ferland vol 4 – 1965[3]
- Jean-Pierre Ferland vol 5 – 1966[3]
- Je reviens chez nous – 1968[3]
- Un Peu Plus Loin – 1969[3]
- Jaune – 1970 (com notáveis, na época muito jovens, músicos de sessão americanos Tony Levin e David Spinozza)[3]
- Soleil – 1971[3]
- Les Vierges du Québec – 1974[3]
- Le Showbusiness – 1975[3]
- Quand on Aime on a Toujours 20 Ans – 1975[3]
- 1 Fois 5 – 1976[7]
- La Pleine Lune – 1977[3]
- Jean-Pierre Ferland – 1980[3]
- Y'a pas deux chansons pareilles – 1981[3]
- Androgyne – 1984[3]
- Bleu blanc blues – 1992[3]
- Écoute pas ça – 1995[3]
- L'amour c'est d'l'ouvrage – 1999[3]
- Bijoux de famille – 2009[3]
- Jaune/Les Noces D'or – 2011 No. 51 CAN[3]
- Chansons Jalouses – 2016[3]
- La vie m'émeut, l'amour m'étonne – 2017[3]